# Телятевский, Андрей Петрович
Князь Андрей Петрович Телятевский (ум. 1569) — русский военный деятель, сын боярский, рында, голова и опричный воевода во времена правления Ивана IV Васильевича Грозного.
Старший из двух сыновей боярина князя Петра Ивановича Телятевского-Ватутина. Младший брат — опричный воевода князь Иван Петрович Телятевский-Зубан, упомянутый в 1569 году, когда по роспуску больших воевод, он был оставлен первым воеводою Большого полка в Калуге.

## Биография
В 1550-х годах в Дворовой тетради записан после Ярославских князей среди помещиков по Ярославлю.
В июле 1557 года князь Андрей Петрович Телятевский впервые упоминается в свите царя Ивана Грозной в чине рынды «с первым государевым копьем» во время коломенского похода «по вестям князя Дмитрея Вешневецкого, что царь крымский (хан Девлет Герай) вышел со многими прибылыми людми».
Зимой 1558/1559 года участвовал в войне с Ливонским орденом, ходил в Ливонию под Ригу и Ругодив «в передовом полку …с царевым Шиголеевым (бывшего казанского хана Шигалея) двором». Участвовал со своим родственником князем С.И. Пунковым-Микулинским в битве под Чествиным. В марте 1559 года назначен в царскую свиту рындой «с большим государевым копьем» на случай похода в Тулу «по крымским вестем» к южной границе, но этот поход не состоялся.
Около 1562 года царь Иван Грозный, составляя новую духовную грамоту, включил князя Андрея Петровича в регентский совет при его сыне Иване, что обозначало великое доверие к князю со стороны Государя.
Зимой 1562/1563 года участвовал в царском походе на Полоцк, «в яртоульном полку» первым воеводой и стоял за Двиною напротив Лужных ворот на Чёрной горе. В его подчинении было 628 детей боярских, плюс ещё 384 у второго воеводы А.И. Бутурлина, плюс ногайцы и астраханские татары. После взятия Полоцка князь Андрей Петрович, по видимому, запомнился Государю, как толковый и исполнительный военачальник.
В 1563—1564 году командовал передовым полком в Вязьме по "литовским вестям". В этом же году, первый воевода Передового полка в Вязьме, Дорогобуже и Ржеве. В сентябре в чине воеводы Передового полка участвовал в отражении нападения польско-литовских войск, появившихся под Великими Луками. Также упомянут посыльным воеводою Передового полка в походе на Лифляндию и третьим воеводою при царевиче Иване Ивановиче при представлении гонца крымского калги. Согласно советскому историку Степану Веселовскому, князь Андрей Телятевский получил чин думного дворянина. Для сына боярина это было небольшой честью, но в это время Государь был очень скуп на пожалования в Думу.
Летом 1565 года — первый воевода передового полка на русско-литовской границе. В этом же году он уже в опричнине, послан из Москвы первым воеводою на помощь Болхову «октебря в 1 день, как царь крымский (хан Девлет Герай) приходил к Болхову …из опришнины посылал государь под Болхов…воевод с Москвы князя Андрея Петровича Телятевского». По сообщениям летописи боевые действия у Болхова (в них участвовали и земские войска), увенчались успехом: основные силы крымцев, устроивших набег, вынуждены были спешно уйти, а небольшие отряды подверглись разгрому. За эту службу он пожалован золотым.
Осенью 1567 года — первый воевода Большого полка под Калугой (это пик его военной карьеры). В сентябре упоминается в свите царя Ивана Грозного среди воевод Государева полка «на посылки» в новгородском походе против Великого княжества Литовского, что несравненно низко с его недавними постами. Это объясняется оттеснением князей Телятевских от управления военной машины выдвинувшимися в опричнине — Плещеевыми.
Весной 1568 года был отправлен «по литовским вестем» среди прочих «воевод в посылку и с ним людей из опричнины» в Вязьму, где был оставлен вторым воеводой большого полка (при князе Михаиле Темрюковиче Черкасском). В июле воевода в Можайске.
Зимой 1568/1569 года князь Андрей Петрович Телятевский отправлен воеводой в Брянск, а «по вестям сходиться» должен был с рязанскими воеводами, но уже во время выхода всего опричного войска к Калуге в 1659 году он был назначен всего лишь первым воеводой полка правой руки. Воеводой большого полка, то есть главнокомандующим опричного корпуса, был назначен кравчий Фёдор Алексеевич Басманов. Князь А. П. Телятевский бил челом «в отечестве о счете» на Ф. А. Басманова, но «…вскоре разболелся, и умер».
Погребён в Троице-Сергиевом монастыре, где над его могилой был установлен надгробный камень с надписью: "Князь Андрей Петрович Телятевский представился 75 (1567) году марта в 30 день".

## Семья
Князь Андрей Петрович Телятевской от брака с некой Аксиньей (была ещё жива в 1576 году) имел двух сыновей:
- Телятевский Андрей Андреевич Хрипун (ум. 1612) — стольник, рында, воевода и боярин.
- Князь Телятевский Яков Андреевич — рында и голова,

## Выбор в опричнину
Причины выбора князя Петра Андреевича Телятевского Государём в опричнину не ясны. Откудо такое доверие? Известно, что он выполнял службу с большой осмотрительностью: он в 1567 году провёл расследование о смерти Алексея Адашева в Юрьеве-Ливонском и изъял оставшиеся после покойника заготовки для "летописца лет новых".
В.Б. Кобрин проводит логическую связь между успешным выполнением щекотливой миссии, возложенной на Телятевского, и обретением статуса доверенной персоны Ивана Грозного.
Р.Г. Скрынников полагает, что сам выбор Телятевского для этого поручения диктовался простым обстоятельством: но был человеком молодым и при Адашеве не занимал видных постов, а потому, следовательно, и не был ничем скомпрометирован.

## Критика
У А.Б. Лобанова-Ростовского в "Русской родословной книге" и П.Н. Петрова в "Истории родов русского дворянства" показаны два выше указанных сына.
М.Г. Спиридов показывает ещё и третьего сына, князя Ивана Андреевича упомянутого в 1604 году посланным на помощь вторым воеводою Большого полка к Новгороду-Сиверскому против войск Лжедмитрия I, коего на двух боях разбил. В 1606 году отправлен вторым воеводою войск против литовцев, которых на реке Вязьме побил.
По одним сведениям князь Андрей Петрович, умер 30 марта 1567 года и был похоронен в Троице-Сергиевом монастыре.  На самом деле князь А. П. Телятевский скончался в марте 1569 года, на службе в Калуге.